# André Kostolany
André Kostolany, né à Budapest le 9 février 1906 et mort à Paris 16e le 14 septembre 1999, est un expert des questions boursières et l'auteur d'écrits sur la bourse.

## Biographie
André Kostolany est né à Budapest, en 1906 dans une famille juive et catholique. Il a d'abord étudié la philosophie et l'histoire de l'art à Budapest, puis il travaille à Paris à partir de 1927, comme négociateur chez un agent de change.
En 1940, il fuit à New York, où il dirige de 1941 à 1950 la société G. Ballai and Co Financing Company.
À partir de 1950 il vit à Paris, Munich et sur la Côte d’Azur, période pendant laquelle il investit lourdement sur la reconstruction de l'Allemagne, en particulier sur les créances Plan Young, avec lesquelles il fait une première fois fortune.
Il enchaîne ensuite avec les actions de l'automobile américaine, est ruiné plusieurs fois, avant de refaire à nouveau fortune, et prend l'habitude d'écrire des tribunes régulières dans la presse allemande, en particulier une chronique dans le magazine à grand tirage Capital.
Ses critiques du système monétaire international lui procurent une certaine popularité dans l'univers de la bourse, tandis que son livre Si la bourse m'était contée connaît dans les années 1960 un certain succès de librairie.
Il est décédé à Paris à 93 ans en 1999.

## Publications (sélections)
- Suez: Le roman d'une entreprise, 1939
- La paix du Dollar (Der Friede, den der Dollar bringt) 1957
- La Grande confrontation, 1959
- Si la bourse m'était contée, 1960
- L'aventure de l'argent,(1973)
- … und was macht der Dollar? Im Irrgarten der Währungsspekulationen, 1987
- Kostolanys Börsenpsychologie, 1991
- Kostolanys Bilanz der Zukunft, 1995
- Die Kunst über Geld nachzudenken, 2000